# Typhleotris
Typhleotris is een geslacht van straalvinnige vissen uit de familie van de slaapgrondels (Eleotridae).

## Soorten
- Typhleotris madagascariensis Petit, 1933
- Typhleotris pauliani Arnoult, 1959